# Halomonadàcies
Halomonadàcia (Halomonadaceae) és una família de Proteobacteria.
La Geomicrobiologista Felisa Wolfe-Simon amb un equip de la NASA estan fent la recerca científica d'una soca particular de l'espècie halomonadàcia anomenada GFAJ-1, aïllada i cultivada en laboratori dels sediments del Llac Mono, a l'est de Califòrnia. Aquesta soca de GFAJ-1 pot créixer en fòsfor i arsènic.